# Hiren’s BootCD
Hiren's BootCD (kurz HBCD) war ein von CD oder USB-Sticks bootfähiges Live-System, das auf einem angepassten „Mini Windows XP“ (Windows PE) sowie dem Bootmanager GRUB4DOS beruhte. Zusätzlich wurde die Linux-Distribution Parted Magic zum Start angeboten. Die letzte Version stammt von 11/2012. Die aktuelle Hiren's BootCD PE (Preinstallation Environment) ist eine restaurierte Ausgabe von Hiren's BootCD basierend auf Windows 10 PE x64 (v1.0.2). Da es seit November 2012 keine offiziellen Updates mehr gibt, wird die PE-Version von einer unabhängigen Entwicklergemeinde betreut.
Vornehmliches Ziel ist es, defekte Microsoft-Windows-Systeme zu retten oder wiederherzustellen. Weiterhin bietet es vielzählige Möglichkeiten zur Datenrettung, Backup und Forensik. Die Software wird als unersetzbares „Schweizer Taschenmesser“ zur PC-Wartung empfohlen und gehört in Download-Portalen zur am häufigsten heruntergeladenen Software.

## Beschreibung
Die CD wird seit Anfang der 2000er Jahre kontinuierlich weiterentwickelt. Version 5 erschien 2004, Version 15.2 am Ende 2012. Über die Autoren ist nur der Titel ihrer Website „Hiren & Pankaj“ bekannt.
Hiren's BootCD stellt aktuell (2013) eine Referenz der Live-Rettungssysteme dar, ähnlich den Rettungs-CDs wie Knoppix oder Bart PE, jedoch mit einem vier- bis sechsfachen Programmumfang. Technisch basiert es auf einem Linux-Live-System, ist aber auf Windows-Systeme ausgerichtet und in der Lage, auf das NTFS-Dateisystem lesend und schreibend zuzugreifen. Weiterhin bietet das Komplettsystem eine Vielzahl an portabler Software, die umfassende Hilfe beim Administrieren eines Windows-Systems bieten.
Die Sammlung der Freeware- und Shareware-Programme ist auf der offiziellen Website zur Einsicht verfügbar.
Es gibt zahlreiche abgeleitete Projekte (Forks), welche das Programmpaket als Basisversion erweitern.

## Lizenzierungsprobleme
Vor Version 11.0 beinhaltete Hiren's BootCD mehrere kommerzielle Programme, darunter Acronis True Image, Norton Ghost, Acronis Disk Director und Paragon Partition Manager. Vor dem Start jedes dieser Programme musste der Anwender bestätigen, über eine gültige Lizenz zu verfügen, eine weitere Überprüfung fand jedoch nicht statt.